# Kazungula Bridge
Die Kazungula Bridge ist eine 2020 fertiggestellte Straßen- und Eisenbahnbrücke über den Sambesi, die bei Kazungula die beiden Länder Botswana und Sambia verbindet.

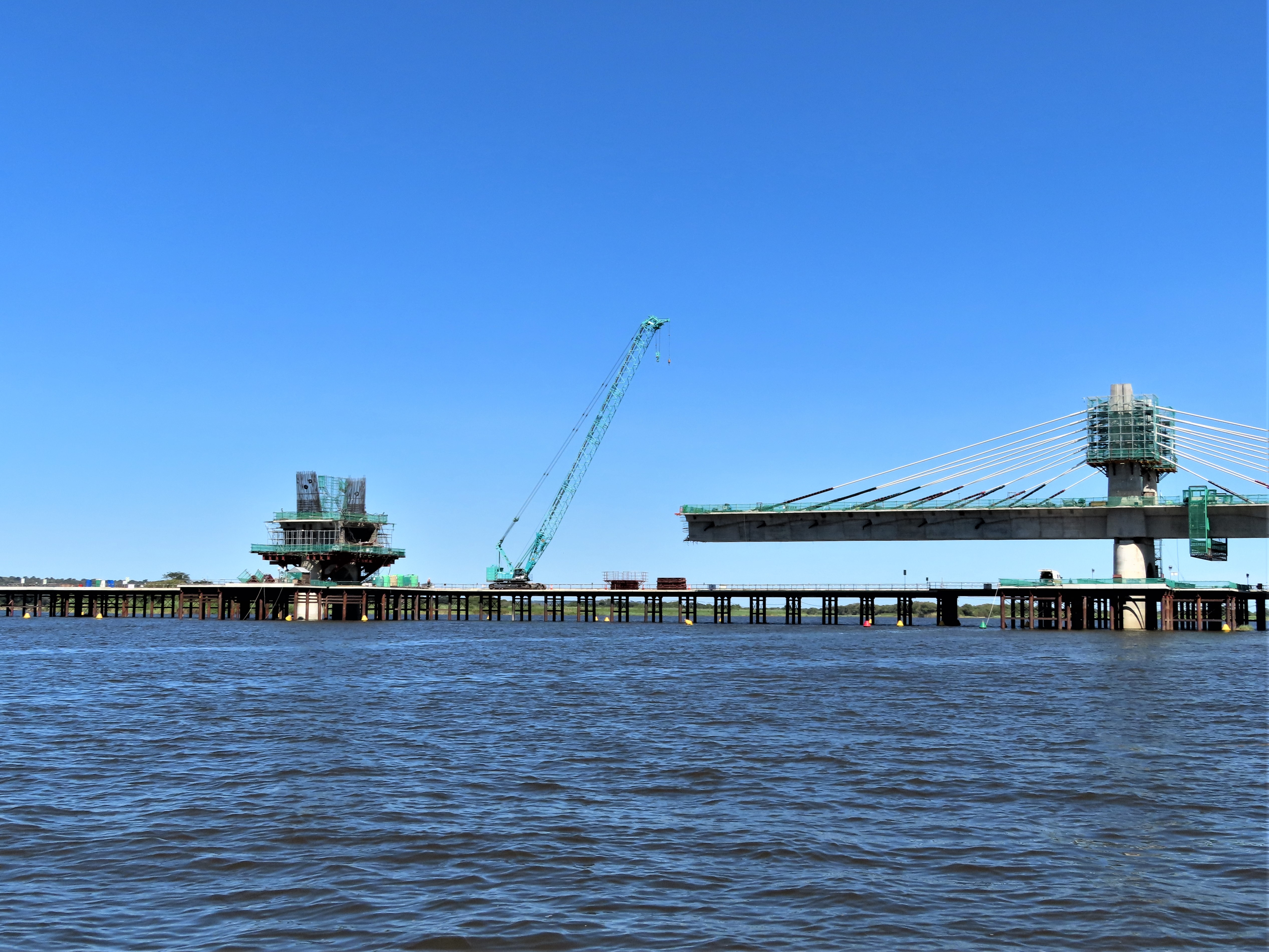
Bau der Brücke im März 2019

Im August 2007 beschlossen die Regierungen von Sambia und Botswana den Bau der Brücke anstelle der bestehenden Fähre. Im Mai 2012 unterzeichneten die beiden Länder den Vertrag über die Finanzierung. Die Eröffnung war ursprünglich für 2018 vorgesehen. Die Arbeiten begannen am 12. Oktober 2014. Im Oktober 2020 wurde erklärt, dass die Bauarbeiten an der Brücke abgeschlossen und an den Grenzstationen fast vollständig vollendet seien. Im Mai 2021 wurde die Brücke offiziell eröffnet.
Die Projektkosten wurden mit US$ 259,3 Millionen veranschlagt, die Grenzübergänge der beiden Staaten eingeschlossen. Die Brücke wird durch die Japan International Cooperation Agency und die African Development Bank finanziert. Ausgeführt wurde der Bau durch Daewoo Engineering and Construction, die sich wiederholt über ausbleibende Zahlungen beklagten.
Die Brücke, als Extradosed-Brücke ausgeführt, ist 923 Meter lang und 18,5 Meter breit. Die längste Spanne ist 129 Meter weit. Um die nahen Grenzen von Simbabwe und Namibia zu umgehen, verläuft die Brücke in einem Bogen. Die gemeinsame Grenze von Botswana und Sambia, im Fluss gelegen, ist lediglich 150 Meter breit.

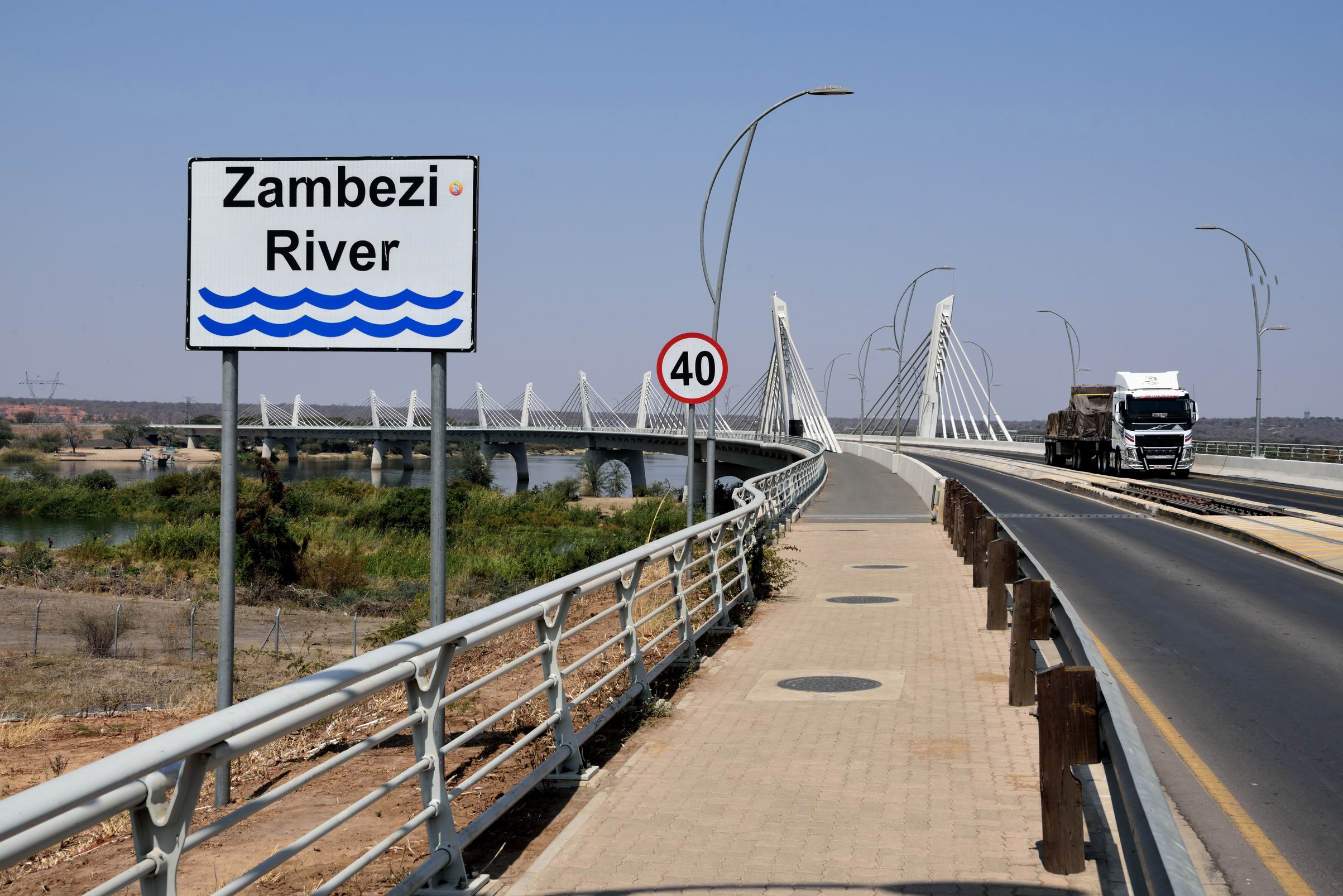
Das Kapspurgleis in der Fahrbahnmitte der Kazungula-Brücke

Zwischen den beiden Fahrspuren für den Straßenverkehr verläuft ein kapspuriges Eisenbahngleis, außen gibt es Gehsteige für Fußgänger. Der Straßenverkehr muss in Zukunft jeweils eingestellt werden, wenn Züge über die Brücke fahren.  Eine Straßenmaut war ursprünglich nicht vorgesehen, wird aber inzwischen für Kraftfahrzeuge doch erhoben (September 2024).
Die neue Verbindung ist von Bedeutung für zwei der wichtigsten Wirtschaftsräume im südlichen Afrika und wird zu einer Verschiebung der Warenströme führen. So werden die Minen in Sambia besser mit den Häfen in Südafrika verbunden. Der Fährübergang, abgewickelt mit einfachen Pontons, war ein Flaschenhals, der zu großen Verzögerungen führte. In Zukunft sollen Lastwagen für das Passieren der Grenze einen Tag anstatt einer Woche benötigen – die Grenzformalitäten sollen vereinfacht werden und das Warten auf die Fähre entfällt. Die Transportkosten für Güter sollen damit deutlich fallen. Eine neue Eisenbahnverbindung soll zudem die Straßen entlasten. Die Brücke soll Teil der neuen, 430 Kilometer langen Eisenbahnverbindung von Mosetse über Kazungula nach Livingstone werden, deren Inbetriebnahme für 2020 vorgesehen war und wohl noch lange auf sich warten lässt. Außerdem soll der Tourismus angekurbelt werden, da der Chobe-Nationalpark und andere Sehenswürdigkeiten im Norden Botswanas für Besucher der Victoriafälle besser erreichbar werden.
Die Präsidenten von Botswana, Sambia und Simbabwe vereinbarten 2018, in einer weiteren Ausbauphase auch das dritte Land an die Brücke anzubinden. Simbabwe grenzt unmittelbar an den südlichen Brückenkopf in Botswana. Zwischen Sambia und Simbabwe existiert in Livingstone seit 1905 die Victoria Falls Bridge 70 Kilometer flussabwärts. Namibia und Sambia sind durch eine Brücke bei Katima Mulilo, rund 150 Kilometer flussaufwärts, verbunden.